# جون والتر سكوت
جون والتر سكوت (بالإنجليزية: John Walter Scott) هو ناشر أمريكي، ولد في 2 نوفمبر 1845 في نيويورك في الولايات المتحدة، وتوفي بنفس المكان في 4 يناير 1919.
كان جون والتر سكوت من مدينة نيويورك، وهو في الأصل من إنجلترا، لكنه هاجر إلى الولايات المتحدة للمشاركة في حمى التنقيب عن الذهب في كاليفورنيا. لم ينجح سكوت في تجارة التنقيب عن الذهب، فبدأ في بيع وشراء الطوابع البريدية لهواة جمع الطوابع وفي فترة قصيرة من الزمن أصبح تاجر الطوابع الرائد في البلاد. عُرف خلال حياته باسم "أبو الطوابع البريدية الأمريكية" من قبل زملائه من هواة جمع الطوابع.

نشر سكوت أول مجلة هامة للطوابع في أمريكا عام 1868، بعنوان المجلة الأمريكية للطوابع البريدية. كما أصدر أيضاً في عام 1868 أول فهرس متعدد الصفحات للطوابع البريدية بعنوان "فهرس وصفي لطوابع البريد الأمريكية والأجنبية الصادرة من عام 1840 حتى تاريخه". وفي فترة قصيرة من الزمن، أصبح فهرس سكوت الخاص بهِ هو فهرس الطوابع البريدية الرائد في الولايات المتحدة. وفي عام 1885، باع حقوق عمله للأخوين كالمان اللذين أعادا تسميته بشركة سكوت للطوابع والعملات.

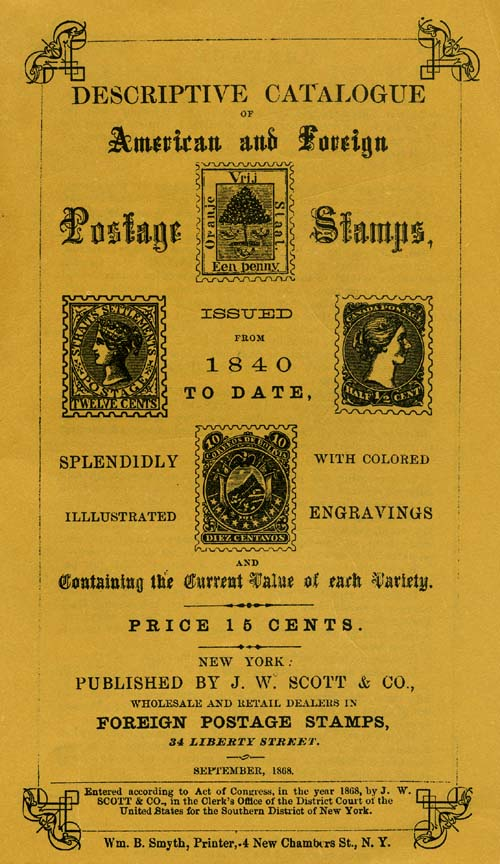
غلاف دليل سكوت للطوابع الصادر عام 1868. وعنوانه (فهرس وصفي لطوابع البريد الأمريكية والأجنبية الصادرة من عام 1840 حتى تاريخه)

وواصل سكوت عمله في مجال الطوابع بعد معركة قانونية حول استخدام اسمه (التي فاز بها) واستمر في نشر مطبوعات الطوابع، مثل The Metropolitan Philatelist وJ. W. Scott & Co., Ltd. الرسالة الإخبارية الأسبوعية، ورسالة جون دبليو سكوت الأسبوعية الصغيرة، التي أعيدت تسميتها فيما بعد بنشرة جون دبليو سكوت الأسبوعية.
وفي عام 1869، أصدر أول ألبوم طوابع لهُ يحتوي على مساحات لملصقات مطبوعة خصيصاً تُظهره هو وقادة العالم.

## مزاد هواة جمع الطوابع
كان سكوت مبتكراً في أساليب العمل، وأجرى أول مزاد للطوابع البريدية على الإطلاق (28 مايو 1870 في مدينة نيويورك). وقد حقق ذلك نجاحاً باهراً واستمر في تنظيم وإجراء المزادات في الولايات المتحدة وأوروبا. كما كان أول من اصدر في عام 1882 فهرس ودليل مزاد يحتوي على لوحات ملونة كاملة للطوابع المعروضة للبيع. كما كان أيضاً أول من باع طابعاً بريدياً لهواة جمع الطوابع البريدية بأكثر من ألف دولار.

## هواية الطوابع
كان سكوت نشطًا في تنظيم معارض لهواة جمع الطوابع، وبشكل عام "بيع" الطوابع. وقد كان أحد الأعضاء المؤسسين لنادي هواة جمع الطوابع في نيويورك عام 1896، وكان نشطاً في الجمعية الأمريكية لهواة جمع الطوابع حيث كان رئيساً لها من عام 1917 إلى عام 1919.

## التغذية النباتية
كان سكوت نباتياً. في عام 1910، لوحظ أنه "لأكثر من 30 عامًا كان غذاؤهُ نباتيًا ومدافعًا قويًا عن خطة عدم تناول وجبة منتصف النهار.
وشغل سكوت منصب الرئيس للجمعية النباتية في نيويورك.

## التكريم
وفي عام 1941، أُدرج اسمه في القائمة الأولية لقاعة مشاهير الجمعية الأمريكية لهواة جمع الطوابع.
ويؤكد استمرار وجود ونمو كتالوج سكوت الذي يستخدمه هواة جمع الطوابع الأمريكية على إرث سكوت.

## روابط خارجية
- سيرة جون والتر سكوت في منظمة الطوابع البريدية

## وصلات خارجية
- جون والتر سكوت على موقع إن إن دي بي (الإنجليزية)